# Kristofer-Randers-Denkmal

Kristofer-Randers-Denkmal

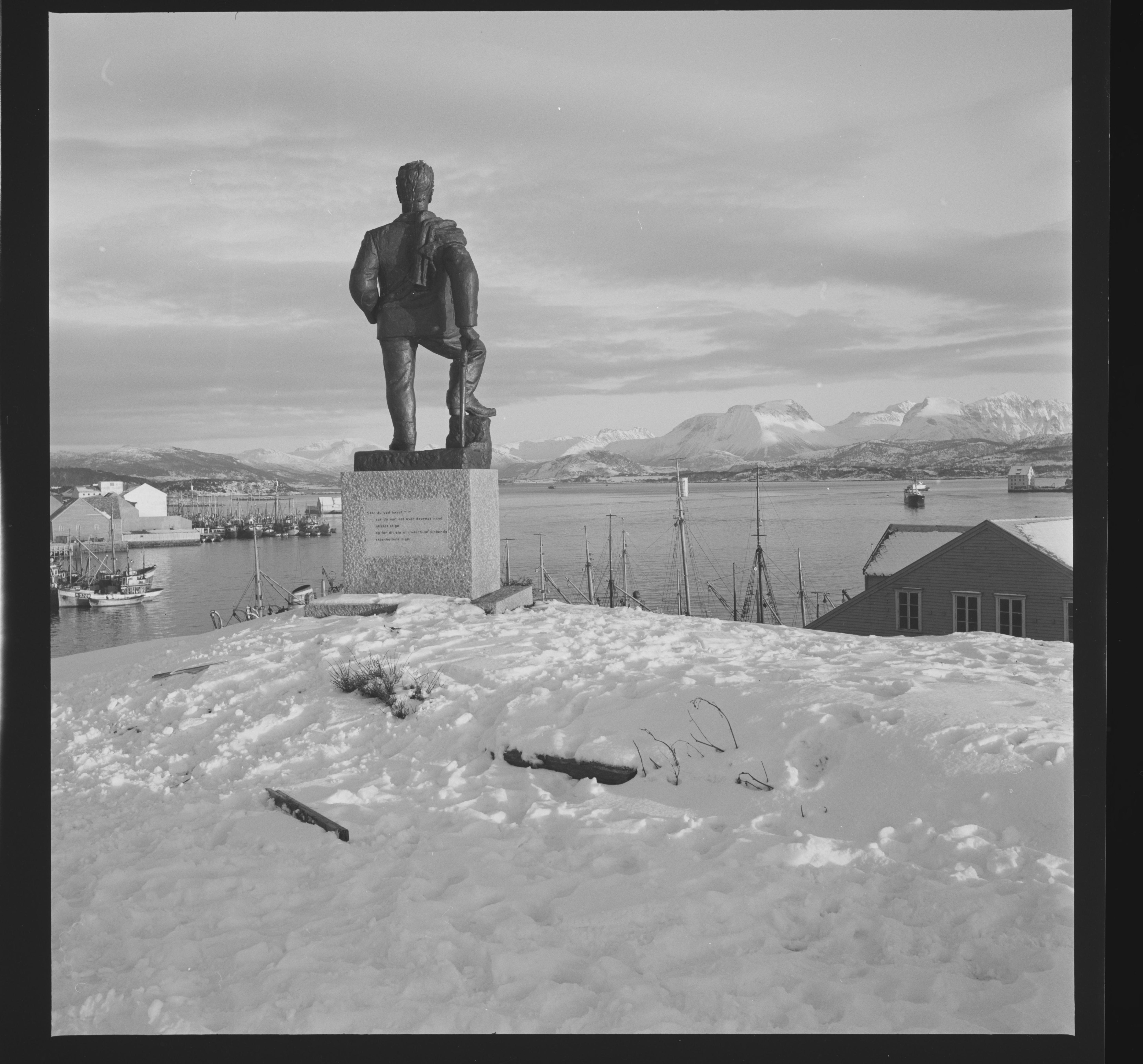
Denkmal vor 1957

Das Kristofer-Randers-Denkmal ist ein Denkmal in der norwegischen Stadt Ålesund.
Es befindet sich auf dem Berg Aksla, nahe dem Aussichtspunkt Fjellstua. Errichtet wurde es 1951 zu Ehren des Schriftstellers Kristofer Randers. Das von Arnold Haukeland geschaffene Denkmal stand zunächst am Rønneberghaugen in Ålesund und kam dann später an seinen heutigen Standort.
Das Denkmal besteht aus einer Kristofer Randers darstellenden Statue, die gestützt auf einen Wanderstock ihren rechten Fuß auf einen erhöhten Vorsprung setzt. Die Statue steht auf einem steinernen Sockel.
Auf der Vorderseite des Sockels befindet sich die Inschrift:
Kristofer Randers

1851 - 1917